# Добролюбовка (Омская область)
Добролюбовка — деревня в Большереченском районе Омской области. Входит в состав Курносовского сельского поселения.

## История
Основана в 1909 г. В 1928 г. посёлок Добролюбовский состоял из 27 хозяйств, основное население — белоруссы. В составе Лапушинского сельсовета Большереченского района Тарского округа Сибирского края.

## Население
| 1926 | 2002 | 2010 | 2021 |
| ---- | ---- | ---- | ---- |
| 131  | ↗140 | ↘48  | ↘17  |

Национальный состав
Согласно результатам переписи 2002 года, в национальной структуре населения русские составляли 88 %.